# Jéssica Michalack
Jéssica Daiane Michalack (Timbó, 17 de março de 1994) é uma atiradora paralímpica brasileira.
Ela já presentou o Brasil em diversar competições internacionais de tiro esportivo, bem como a Competição Internacional de Tiro de Hanôver, a Copa do Mundo, o Campeonato Mundial, entre outras competições.

## Biografia e carreira
Michalack é natural de Timbó, Santa Catarina. A atleta tem má-formação congênita nas mãos e nos pés. Ela iniciou no tiro esportivo aos 22 anos, sob influência de seu noivo que já praticava o esporte na modalidade no convencional. Conheceu o esporte paralímpico por meio do atleta Carlos Garletti, que apresentou a modalidade adaptada para ela. Devido à sua deficiência, Michalack tem apoio de uma mesa e uma mola para segurar a carabina e atirar, além do estafe, que a auxilia a municiar a arma.
No Campeonato Brasileiro de Tiro Esportivo de 2021, Michalack ficou em primeiro lugar na categoria R5 – Carabina de ar 10 metros deitado equipe mista – classe SH2 com 631,6 pontos. Assim, ela bateu um índice internacional que garantiu a ela o direito de representar a Seleção Brasileira da modalidade paralímpica no exterior no ano de 2022.
Em abril de 2022, na Copa Brasil, a catarinense conquistou a prata. Em junho do mesmo ano, na Copa do Mundo de tiro esportivo, na cidade de Châteauroux, na França, a equipe formada por Michalack, Alexandre Galgani e Bruno Kiefer obteve a medalha de bronze. Já em novembro, ela representou o Brasil no Campeonato Mundial de Tiro Esportivo Paralímpico, em Al Ain, nos Emirados Árabes Unidos. A atiradora terminou a competição na 34.ª colocação, com 631,2 pontos.
Em maio de 2023, na Competição Internacional de Tiro de Hanôver, na Alemanha, Michalack conquistou uma medalha de ouro junto com Alexandre Galgani na categoria carabina em pé classe SH2, eles marcaram 623,4 pontos. Já na prova de pistola P4 obteve um bronze junto a Galgani, Bruno Kiefer. Ainda em maio 2023, disputou a Copa do Mundo de tiro esportivo em Changwon, na Coreia do Sul, formando, novamente, um trio com Galgani e Kiefer. Eles somaram 1877,8 pontos e conquistaram a medalha de prata na categoria carabina de ar R4 – equipe mista 10 metros posição em pé classe SH2. Já em setembro, no Campeonato Brasileiro de tiro esportivo, Michalack somou 229,7 pontos na R5 Carabina de Ar, e ficou com o bronze.

## Principais resultados
- Copa do Mundo da França de 2022: Disputa por equipes na R5 – Carabina de Ar – time misto 10 metros – Posição deitado classe SH2 – bronze[12]
- Competição Internacional de Tiro de Hanôver de 2023: carabina em pé classe SH2 – ouro[9]
- Competição Internacional de Tiro de Hanôver de 2023: pistola P4 – bronze[9]
- Copa do Mundo da Coreia do Sul de 2023: Disputa por equipes na R4 – time misto 10 metros posição em pé classe SH2 – prata[12]